# Alexander Ramsey

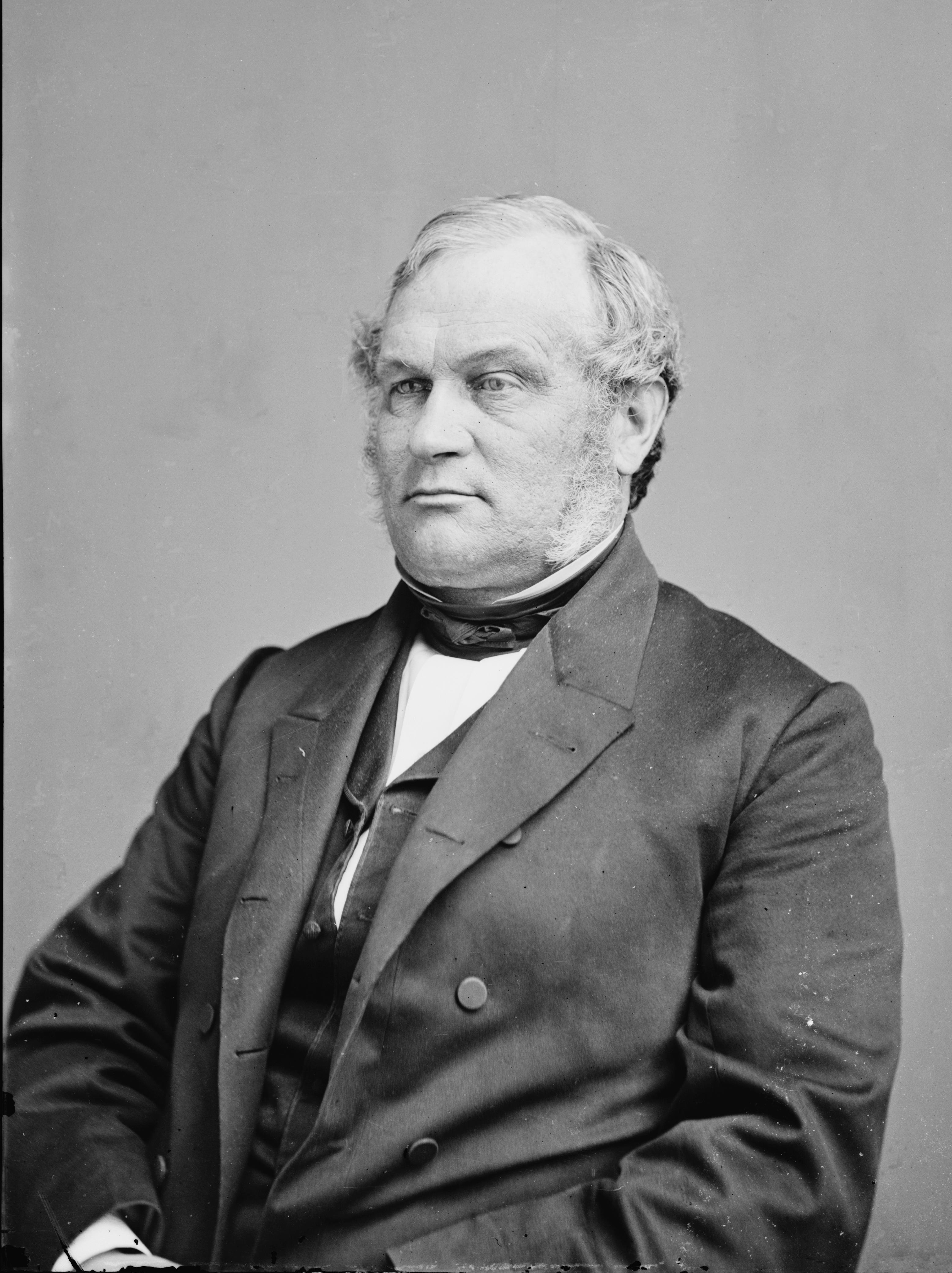
Alexander Ramsey

Alexander Ramsey (* 8. September 1815 bei Harrisburg, Pennsylvania; † 22. April 1903 in St. Paul, Minnesota) war ein US-amerikanischer Politiker.

## Biografie
Ramsey wurde 1843 als Mitglied der Whig Party in Pennsylvania in das Repräsentantenhaus der Vereinigten Staaten gewählt, wo er bis 1847 verblieb. Anschließend war er von 1849 bis 1853 der erste Gouverneur des Minnesota-Territoriums. Zwei Jahre darauf wurde er Bürgermeister von St. Paul. Im Jahre 1860 wurde Ramsey der zweite Gouverneur des neugeschaffenen Bundesstaates Minnesota. Dieses Amt übte er bis 1863 aus und legte es nieder, als er für die Republikaner in den US-Senat gewählt wurde. Nachdem er wiedergewählt worden war, blieb Ramsey bis 1875 Senator. US-Präsident Rutherford B. Hayes ernannte ihn 1879 zum Kriegsminister der USA; er verblieb bis zum Ende von Hayes’ Amtszeit am 4. März 1881 in dessen Kabinett.
Von 1882 bis 1886 war Ramsey Vorsitzender der Edmunds Commission, die sich mit dem Problem der Polygamie unter den Mormonen im Utah-Territorium befasste. 1887 war er Delegierter seines Staates bei der Feier zum 100-jährigen Bestehen der US-Verfassung. Von 1891 bis zu seinem Tod im Jahr 1903 stand er der Minnesota Historical Society als Präsident vor.
Ramsey war der Schwiegersohn des Kongressabgeordneten Michael Hutchinson Jenks (1785–1867) aus Pennsylvania.

## Würdigung
Nach Ramsey wurden das Ramsey County und der Alexander Ramsey Park in Redwood Falls, welcher Minnesotas größter Stadtpark ist, benannt.